# Кондратьева, Елена Николаевна
Елена Николаевна Кондра́тьева (16 декабря 1925 года, Москва — 26 апреля 1995 года, там же) — советский и российский микробиолог, академик Российской академии наук (1992, член-корреспондент АН СССР с 1981 года). Лауреат  государственной премии.

## Биография
Дочь экономиста Николая Дмитриевича Кондратьева и статистика Евгении Давыдовны Дорф (1893—1982). Окончила биолого-почвенный факультет Московского университета (1949) и аспирантуру при нём (1952), после чего осталась преподавать на факультете.
В 1953 году защитила кандидатскую диссертацию «Фотоассимиляция углерода пурпурными бактериями и их развитие в связи с окислительно-восстановительным потенциалом среды», профессор с 1967 года. В 1989—1995 годах — заведующая кафедрой микробиологии МГУ. Член Национального олимпийского комитета РФ (занималась конным спортом).
Похоронена на Ваганьковском кладбище.

## Научная деятельность
Основные научные интересы лежали в области физиологии и биохимии фототрофных и хемотрофных микроорганизмов. Автор работ о фотосинтезирующих бактериях. Полученные в результате исследований Е. Н. Кондратьевой новые штаммы микроорганизмов оказались перспективными для биотехнологии ферментов и аминокислот.
Совместно с сотрудниками выделила и детально изучила новые виды фото- и хемотрофных микроорганизмов, создала первую в стране коллекцию аноксигенных фототрофных бактерий, выявила особенности их метаболизма и возможности его регуляции. Доказала наличие у зелёных серобактерий восстановительного цикла трикарбоновых кислот, открыла способность пурпурных бактерий к росту в темноте в хемолитоавтотрофных условиях.

## Основные работы
- Фотосинтезирующие бактерии. М., 1963;
- Фотосинтезирующие бактерии и бактериальный фотосинтез. М., 1972;
- Молекулярный водород в метаболизме микроорганизмов. М., 1981 (в соавт. с И. Н. Гоготовым);
- Хемолитотрофы и метилотрофы: Учеб. пособие для вузов. М., 1983;
- Фототрофные микроорганизмы: Учеб. пособие для биологич. специальностей ун-тов. М., 1989 (в соавт. с И. В. Максимовой и В. Д. Самуиловым);
- Автотрофные прокариоты: Учеб. пособие для вузов. М., 1996.

## Награды, премии, почётные звания
- Лауреат премии АН СССР им. С. Н. Виноградского (1980) и Государственной премии СССР (1988).
- Награждена орденом «Знак Почёта» (1971), медалью «За доблестный труд. В ознаменование 100-летия со дня рождения Владимира Ильича Ленина» (1970)[3].